# Stenophylax bischofi
Stenophylax bischofi är en nattsländeart som beskrevs av Malicky 1992. Stenophylax bischofi ingår i släktet Stenophylax och familjen husmasknattsländor. Inga underarter finns listade i Catalogue of Life.